# Alliantie PAIS
De Alliantie PAIS (Trots en Soeverein Vaderland) (Spaans: Alianza PAIS (Patria Altiva I Soberana)) is een democratisch-socialistische politieke beweging in Ecuador.

## Politiek project
Hun politieke project leidt de Burgerlijke Revolutie en wordt verdeeld in zes groepen: politieke revolutie, economische revolutie, ethische revolutie, sociale revolutie, pedagogische revolutie van volksgezondheid en revolutie voor de Latijns-Amerikaanse integratie.
PAIS kwam in januari 2007 aan de macht toen partijleider Rafael Correa de president van Ecuador werd. Correa werd hierna nog twee keer herkozen (in 2009 en 2013) en behield het presidentschap in totaal ruim tien jaar. In mei 2017 werd hij na verkiezingen opgevolgd door zijn partijgenoot Lenín Moreno, die vervolgens staatshoofd was tot 2021. Moreno's populariteit was aan het einde van zijn termijn dermate gedaald, dat PAIS bij de verkiezingen van 2021 werd weggevaagd en al haar 74 zetels in het parlement verloor.
De beweging had in 2011 een geschat lidmaatschap van 1,5 miljoen mensen.